# جون مورتون بلوم
جون مورتون بلوم (بالإنجليزية: John Morton Blum)‏ هو مؤرخ أمريكي، ولد في 29 أبريل 1921 في مانهاتن في الولايات المتحدة، وتوفي في 17 أكتوبر 2011 في نورث برانفورد في الولايات المتحدة.